# Christian Andreas Siegert
Christian Andreas Siegert (* 1683; ⚰ 2. Oktober 1739 in Dresden) war ein höherer Baubeamter am kursächsischen Hof in Dresden.

## Leben und Wirken
Siegel war zunächst Landbauschreiber an der Seite von Matthäus Daniel Pöppelmann und spezialisierte sich auf den Bau von Brücken (damals als Wasserbau bezeichnet), wodurch er zum königlich-polnischen und kurfürstlich-sächsischen Wasserbaumeister ernannt wurde. Nach der Bildung des Oberbauamtes am Dresdner Hof wurde er Oberbausekretär an der Seite des Hofbaumeisters. Er unterstand den beiden Architekten Zacharias Longuelune und Raymond Leplat. Später wurde er zum Kommissionsrat und Oberzeugschreiber ernannt. Als solches starb er im 57. Lebensjahr und wurde auf dem Friedhof der Annenkirche beerdigt. 

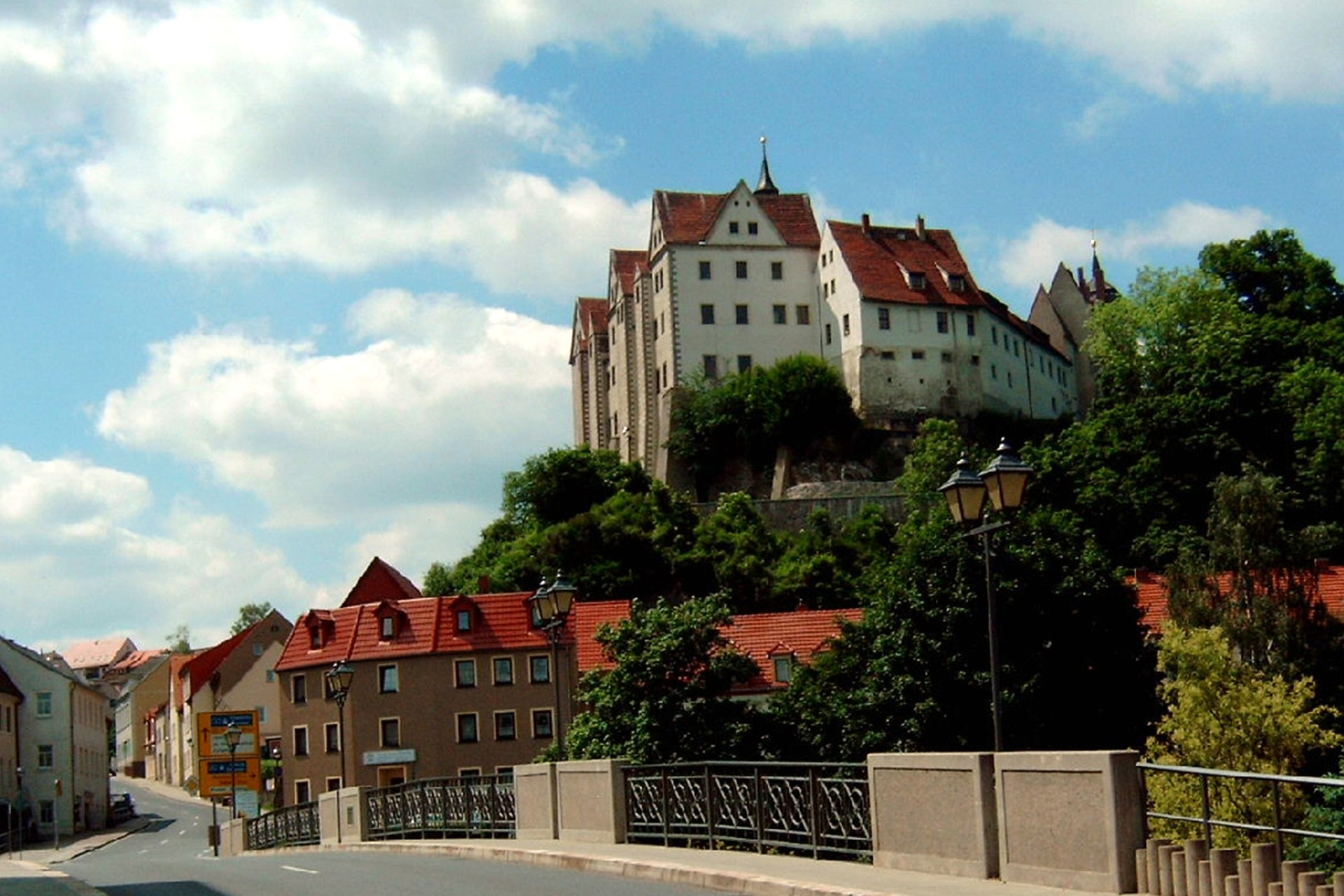
Pöppelmannbrücke in Nossen

Nachweislich war er gemeinsam mit Pöppelmann am Bau der Pöppelmannbrücke in Nossen und wohl auch derjenigen in Grimma beteiligt.